# Sínquisis centelleante
La sínquisis centelleante también llamada cholesterolosis bulbi, es una afección ocular que consiste en la presencia de opacidades formadas por cristales de colesterol que se encuentran dispersas en el seno del humor vítreo del ojo,  donde flotan libremente.
Estos cristales son fuertemente refringentes, se mueven en todas direcciones y tienden a  depositarse en la parte inferior del humor vítreo cuando el ojo está en reposo. Para visualizarlos es preciso realizar una exploración mediante un oftalmoscopio.
La causa de esta afección puede ser la existencia previa de algunas enfermedades oftalmológicas, como una inflamación intraocular, hemorragia vítrea o traumatismo ocular. La sintomatología suele ser leve o inexistente, es raro que afecte a la agudeza visual. 
La sínquisis centelleante debe diferenciarse de otros procesos que también causan opacidades en el humor vítreo, como la hialosis asteroidea y las miodesopsias o moscas volantes.